# 珠吉街道
珠吉街道，是中华人民共和国广东省广州市天河区下辖的一个乡镇级行政单位。

## 行政区划
珠吉街道下辖以下地区：
珠村南社区、珠村北社区、吉山东社区、吉山西社区和歧岗社区。